# Euphrasia parviflora
Euphrasia parviflora är en snyltrotsväxtart som beskrevs av Schag.. Euphrasia parviflora ingår i släktet ögontröster, och familjen snyltrotsväxter. Inga underarter finns listade i Catalogue of Life.